# Еда в бахаизме

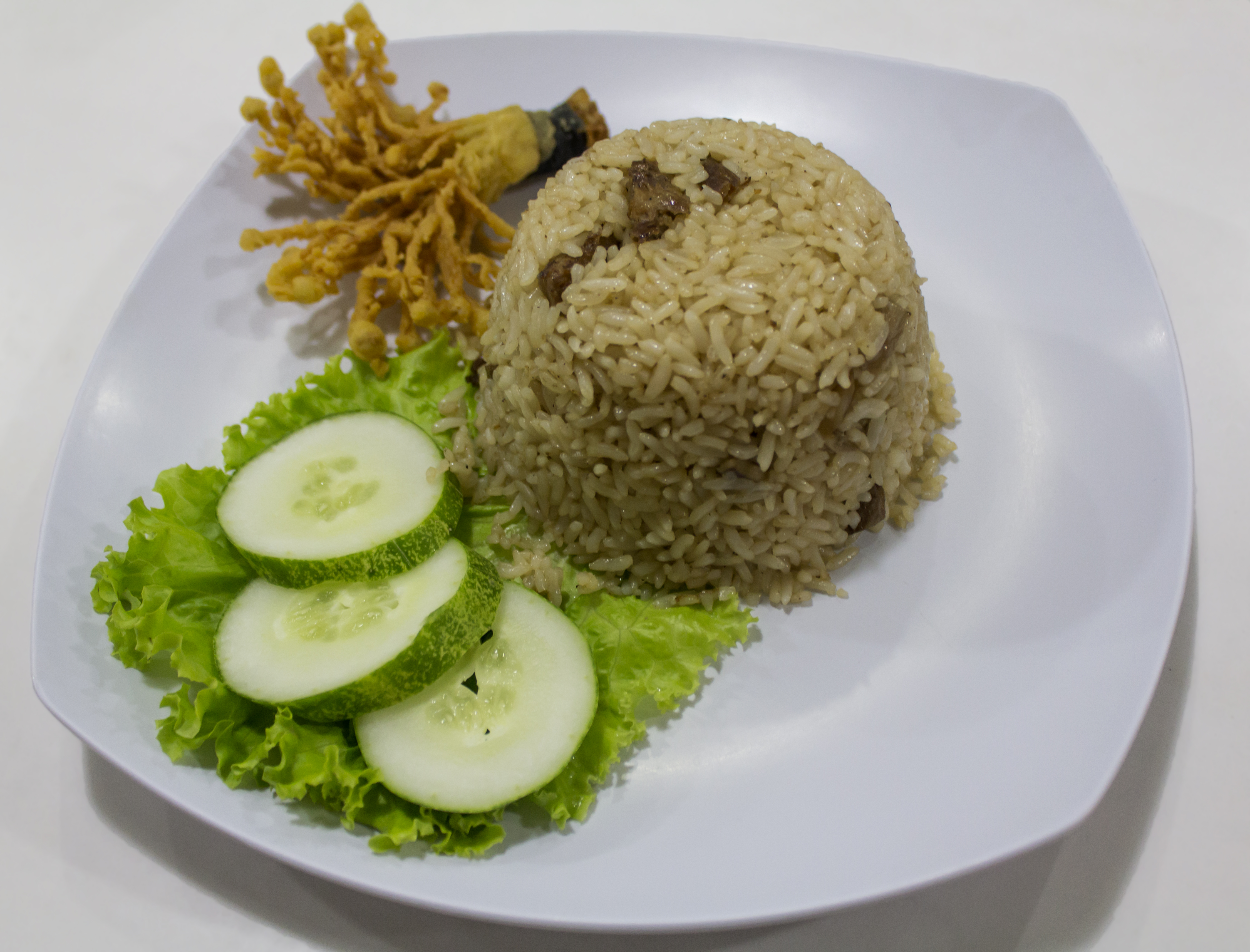
Вера бахаи поощряет верующих употреблять простую и полезную еду своей местности

Еда в бахаизме почти не регламентирована, за исключением запрета употреблять алкоголь. Верующим рекомендуется питаться просто и без излишеств, поощряется вегетарианство. Бахаи соблюдают 19-дневный пост, во время которого не едят и не пьют в светлое время суток. В повседневной жизни многие из них раздают еду бедным.

## Пост
Пост и молитва — важнейшие предписания в религии бахаи; согласно Шоги Эффенди, это «главные столпы, поддерживающие божественный закон». Пост в месяц ала обязателен для всех верующих, находящихся в хорошей физической форме, кроме детей, пожилых и путешественников; также разрешено не поститься во время менструации, беременности, кормления грудью и при выполнении тяжёлых работ. Вместе с тем в бахаизме нет запрета на соблюдение поста теми, кому он необязателен. Пропущенные дни поста не требуется восполнять, поститься в другие дни не рекомендуется.

## Пища
В священных текстах веры бахаи нет указаний на особый статус каких-либо продуктов питания, важным считается поддержание себя в хорошем здоровье, что предполагает питание без излишеств и избыточных ограничений. На отношение к еде в бахаизме сильно повлияла гуморальная теория, распространённая в Персии XIX столетия. Вегетарианство поощряется, но не требуется; при этом прежде всего подчёркивается его полезность, а уже затем — этические аспекты.
Идеальная диета, согласно учению бахаи, сбалансирована и адаптирована для климатических условий проживания человека, а также для уровня повседневной активности. Абдул-Баха высказывал мнение о том, что человеческое тело само «знает», какая пища ему наиболее подходит, однако способность это чувствовать часто утрачивается в результате ведения неправильной жизни. Многие верующие стремятся употреблять небольшое количество ингредиентов в один приём пищи, а также предпочитают более простую еду.
В бахаизме очень мало ритуалов, поэтому и церемоний, связанных с едой, там нет, однако важность единства всего человечества подчёркивается в том числе через совместное принятие пищи. В частности, бахаи собираются вместе на праздничные дни и первого числа каждого месяца своего календаря, это событие именуется праздником 19-го дня. Празднования завершаются совместным чаепитием или ужином. На праздники 19-го дня собравшиеся разделяют трапезу после чтения священных писаний и обсуждения административных вопросов. Бахаулла предписывал проводить праздники 19-го дня даже в случае, если хозяева могут предоставить гостям только воду.

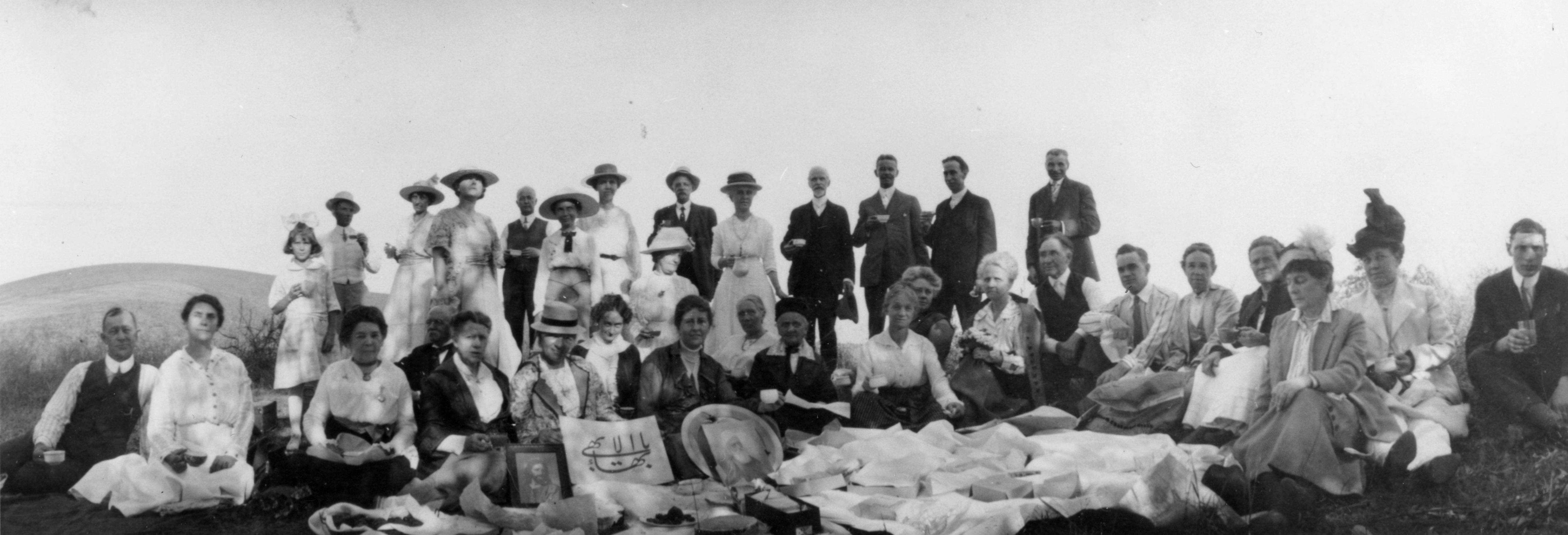
Пикник бахаи в Лос-Анджелесе, 1916 год

## Алкоголь
Верующим категорически запрещено пить алкогольные напитки, а также использовать их для приготовления пищи; исключением является предписание врача. Запрет содержится в Китаб-и-Агдас, Абдул-Баха называет его причиной то, что «алкоголь помутняет разум и ослабляет тело».

## Благотворительность
Раздача еды голодающим считается моральным долгом для верующих, проистекающим из учения о необходимости борьбы с социальным неравенством.